# Курмачкасское сельское поселение
Курмачкасское се́льское поселе́ние — упразднённое муниципальное образование в Ромодановском районе Мордовии Российской Федерации.
Административный центр — село Курмачкасы.

## История
Статус и границы сельского поселения установлены Законом Республики Мордовия от 1 декабря 2004 года № 99-З «Об установлении границ муниципальных образований Ромодановского муниципального района, Ромодановского муниципального района и наделении их статусом сельского поселения и муниципального района».
Законом от 17 мая 2018 года N 46-З Курмачкасское сельское поселение и сельсовет были упразднены, а входившие в их состав населённые пункты были включены в состав Набережного сельского поселения и сельсовета с административным центром поселке Ромодановский махоркосовхоз.

## Население
| 2002 | 2010 | 2012 | 2013 | 2014 | 2015 | 2016 |
| ---- | ---- | ---- | ---- | ---- | ---- | ---- |
| 369  | ↘330 | ↘318 | ↘311 | ↘307 | ↘298 | ↗301 |
| 2017 | 2018 |      |      |      |      |      |
| ↘293 | ↘281 |      |      |      |      |      |

## Состав сельского поселения
| № | Населённый пункт | Тип населённого пункта | Население |
| - | ---------------- | ---------------------- | --------- |
| 1 | Васильевка       | деревня                | ↘58       |
| 2 | Курмачкасы       | село                   | ↘272      |